# Guerra tra Zengidi e Crociati
La guerra tra Zengidi e Crociati iniziò nel 1128, quando Zangi assunse il governo di Aleppo e terminò quando suo figlio Norandino, governante di Aleppo e Damasco, morì nel 1174. Sebbene gli Zengidi fossero tecnicamente Selgiuchidi essi rappresentarono una autonoma minaccia per gli Stati crociati.

## Zangi
Nel 1127 Zangi fu confermato atabeg di Mosul dal Sultano selgiuchide Mahmud II. 
Quando, l'anno seguente, egli divenne governante anche di Aleppo, le risorse combinate delle due città fecero di lui una delle principali minacce per gli Stati crociati. 
Tuttavia, Zangi inizialmente complottò contro gli emirati di Homs e Damasco.
Nel 1135 Zangi mosse contro il latino Principato di Antiochia.
Quando i Crociati non riuscirono a mettere in campo un esercito che gli si opponesse egli conquistò le città siriane di Atharib, Zerdana, Ma'arrat al-Nu'man e Kafr Tab. 
Egli sconfisse il re Folco di Gerusalemme nel 1137 alla Battaglia di Ba'rin e successivamente, espugnò il castello di Ba'rin che non fu mai più ripreso dai Crociati.
Nel 1138 contribuì a respingere un attacco franco-bizantino a Shayzar.
A causa dei suoi continui tentativi di conquistare Damasco, questa a volte si alleò con il latino Regno di Gerusalemme.
Il coronamento della carriera di Zangi avvenne quando mosse contro la cristiana Edessa, mentre il grosso delle forze di questa si trovavano altrove egli assaltò e catturò la città di Edessa.
La parte occidentale della Contea di Edessa rimase in mano ai Crociati ancora per pochi anni prima di scomparire. 
La caduta della Contea fu la causa scatenante della Seconda crociata.
Zangi fu assassinato da uno schiavo nel 1146. 
Gli succedette ad Aleppo il suo secondo figlio Norandino, mentre il figlio maggiore Sayf al-Din Ghazi I ereditò Mosul.

## Norandino
Norandino schiacciò un breve tentativo dei cristiani di rioccupare Edessa nel 1146. 
L'anno successivo aiutò la città rivale di Damasco a respingere una spedizione crociata nella battaglia di Bosra. Nel 1148 la Seconda crociata fu costretta a togliere l'assedio di Damasco quando si avvicinarono gli eserciti di Norandino e suo fratello Saif.
Egli annientò l'esercito di Antiochia alla battaglia d'Inab nel 1149.
Norandino divenne sovrano di Mosul nel 1149. Egli conquistò il resto della Contea di Edessa poco dopo la battaglia di Aintab nel 1150.
In seguito per qualche anno rivolse la sua attenzione verso Damasco, eccetto quando prese per un breve periodo il porto crociato di Tortosa nel 1152. 
Nel 1154 prese finalmente il controllo di Damasco dopo averne rovesciato il debole governante con l'aiuto della popolazione.
In seguito, per diversi anni, si occupò degli affari di Mosul.
Nel 1157 sconfisse i cristiani nella battaglia del lago di Hula.
Nel 1163 re Amalrico di Gerusalemme iniziò le invasioni crociate dell'Egitto contro il Califfato fatimide che era in via di disintegrazione; per contrastarlo Norandino intervenne con le sue forze nella guerra civile fatimide. Quello stesso anno egli fu sconfitto alla Battaglia di al-Buqaia in Siria. 
Nel 1164 conseguì una grande vittoria sui Crociati alla battaglia di Harim e continuò conquistando Banias.

In Egitto, il suo generale Shirkuh vinse la Battaglia di al-Babein nel 1167, ma la guerra si trascinò avanti. Shirkuh trionfò nel 1169, ma morì poco dopo.
A Shirkuh succedette il suo luogotenente e nipote Saladino; tutti i territori zengidi erano così uniti in un vasto impero, ma il nuovo governante d'Egitto, pur non rifiutando mai di riconoscere come suo signore Norandino, coltivava segrete ambizioni di segno diverso.
Saladino si proclamò Sultano nel 1171 e fondò la dinastia Ayyubide. Norandino progettò di muovere contro il parvenu, ma morì nel 1174. Con la sua morte, l'impero zengide si frantumò.